# Bateau de Vlie
 (novembre 2016).
Si vous disposez d'ouvrages ou d'articles de référence ou si vous connaissez des sites web de qualité traitant du thème abordé ici, merci de compléter l'article en donnant les références utiles à sa vérifiabilité et en les liant à la section « Notes et références ».

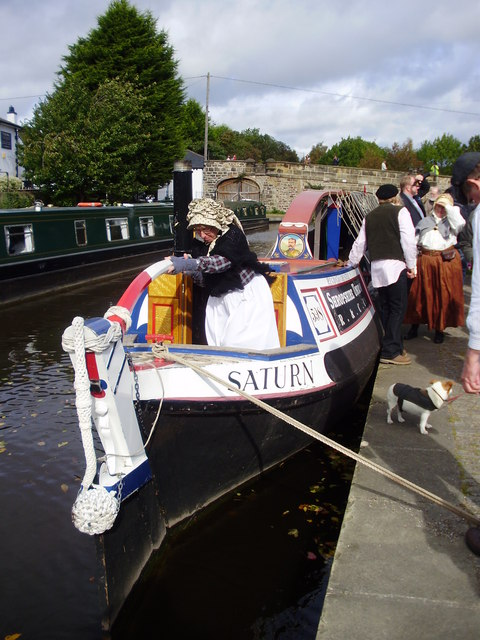
Le Saturn, un "Fly-boat"

Le bateau de Vlie (Vlieboot en hollandais, Fly-boat en anglais) felibotes en español; est un type de navire datant des XVIe et XVIIe siècles.    
Le bateau de Vlie est originaire des Pays-Bas, où il y avait des types de navire séparés qui naviguaient la Vlie ; celle-ci est la masse d’eau qui sépare l’île de Vlieland de l’île de Terschellingen. Ces bateaux sont caractérisés par leurs deux ou trois mâts au maximum. Les navires ont principalement été construits dans la deuxième partie du XVIe et au XVIIe siècle pour pouvoir atteindre la mer Baltique venant du Zuiderzee en passant la Vlie. Les navires étaient construits pour transporter des marchandises, mais ils étaient également déployés comme navires de guerre.

## Origine
Les bateaux de Vlie étaient construits pour pouvoir transporter des marchandises sur la Vlie ou d’autres hauts-fonds. Mais rapidement on a remarqué qu’ils pourraient bien être utilisés comme navires de guerre vu que les bateaux avaient un tirant d'eau assez faible pour leur permettre d'atteindre des zones où d’autres navires ne pouvaient pas venir.

## Historique

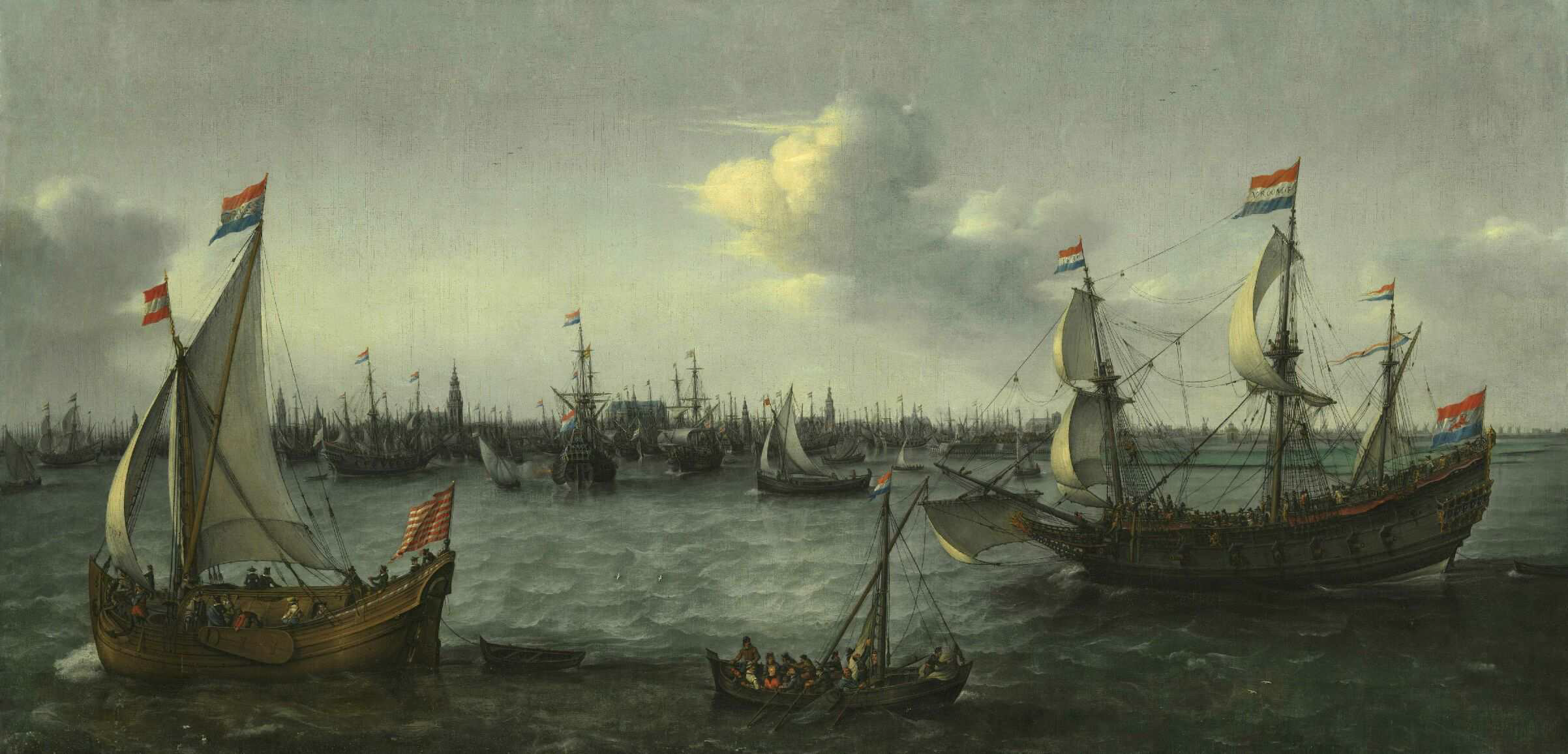
Un bateau de Vlie (à gauche) dans le port d'Amsterdam.

Les gueux de mer utilisaient des bateaux Vlie pendant la guerre de Quatre-Vingts Ans pour déplacer leurs troupes. Également, pendant la prise de La Brielle en 1572, les bateaux de Vlie ont été utilisés. 
En 1588 les bateaux de Vlie ont été déployés par Justin de Nassau pour arrêter deux fois la sortie de la flotte d’Alexandre Farnese, ce qui l'empêcha de joindre l’Armada espagnole pour envahir l’Angleterre. Et en 1609, Henry Hudson utilise le bateau de Halve Maen'’ pour traverser l'océan Atlantique sous les ordres de la VOC.  Plus tard, les bateaux de Vlie sont utilisés par des ravisseurs et des pirates dans les eaux côtières de l’Europe grâce à leur tirant d'eau limité, leur bonne maniabilité et leur prix bas.

## Caractéristiques
Le bateau de Vlie est un bateau avec un tirant d'eau plus petit que la moyenne, sans superstructure. La majorité des bateaux de Vlie pesaient entre 70 et 180 tonnes et utilisaient une voile à sprit (sprietzeil). Les bateaux de Vlie sont caractérisés par leur franc-bord relativement grand et une étrave arrière complètement plate. Les navires portaient, dépendant de leur taille, un maximum de 20 canons de fonte. Le pont était situé assez bas et était équipé de filets et de balustrades pour empêcher que des ravisseurs ne puissent venir à bord.